# Ik proost met jou
Ik proost met jou is een lied van de Nederlandse zanger Gerard Joling. Het werd in 2014 als single uitgebracht en stond al in 2013 als vierde track op het album Ik ook van jou.

## Achtergrond
Ik proost met jou is geschreven door Edwin de Groot en Marcel Fisser en geproduceerd door Gunther F. Het is een nummer uit de genres nederpop en levenspop. In het lied zingt de liedverteller over hoe hij ondanks al het slechte van de wereld aan het eind van de dag proost met zijn vriend en met hem gelukkig is. In de bijbehorende videoclip is een dag in het leven van een homoseksueel stel te zien. Joling wilde met de clip naar eigen zeggen een probleem aan de kaak stellen. Hij vond namelijk dat het abnormaal was dat homoseksuele koppels in sommige landen, met name in Rusland, toentertijd niet geaccepteerd werden en soms zelfs mishandeld werden. Met de clip wil de artiest laten zien dat het gewoon normaal is. Joling vertelde dat hij van plan was om de muziekvideo op te sturen naar de Russische president Vladimir Poetin. 
Op de B-kant van de single zijn twee nummers te vinden, beiden liveopnames uit een optreden van Joling in de Ziggo Dome. De eerste opname is van Ik proost met jou. De andere liveopname is een Songfestival medley.

## Hitnoteringen
De zanger had succes met het lied in Nederland. Het piekte op de 26e plaats van de Single Top 100 en stond twee weken in deze hitlijst. De Top 40 werd niet bereikt; het lied bleef steken op de negentiende plaats van de Tipparade.